# Шкода гарде
Шкода гарде (чеш. Škoda Garde) је аутомобил који је производила чехословачка фабрика аутомобила АЗНП. Производио се од 1981. до 1984. године.

## Историјат
Шкода гарде је купе верзија Шкоде 120. Гарде је четворосед са двоје врата, путнички аутомобил са каросеријом купеа. Наследник је Шкоде 110 Р купе. Према традицији, аутомобили Шкоде купе су се производили у филијали АЗНП, у фабрици у Квасини. Део производње је био пресељен у фабрику у Братислави, где је БАЗ истовремено производио неколико компоненти за целу производњу.
Мотор Шкода гарде је као код модела 120 LS/GLS, тип мотора 743.12X, погон на задњој осовини, четвороцилиндрични водом хлађен редни, запремине 1174 кубика, 54 КС, са четворостепеним мењачем. Од 1984. године наслеђује га модел Шкода рапид (1984).